# Castello di Veitshöchheim
Il castello di Veitshöchheim (in tedesco: Schloss Veitshöchheim) è una residenza estiva dei principi-vescovi di Würzburg realizzata nel XVIII secolo a Veitshöchheim, nella regione della Baviera, nella Germania meridionale.

## Storia e descrizione

### Il Seicento
Nel 1680, il principe-vescovo di Würzburg Peter Philip von Dernbach realizzò, sulle rive del fiume Meno, a circa sette chilometri a nord di Bonn, una splendida residenza estiva. In realtà, von Dernbach non fa il primo a realizzare una palazzina sulle sponde del fiume: infatti,  il castello di Veitshöchheim fu realizzato sui resti di una preesistente palazzina di caccia quattrocentesca. Von Dernbach non apportò grandi modifiche alla palazzina quattrocentesca. Fece solamente realizzare, intorno alla struttura, un grande giardino barocco con una splendida fontana e un lungo viale, l'Hofgarten. 

### Il Settecento: l'intervento di Balthasar Neumann
Nel 1749, il nuovo principe-vescovo di Würzburg Karl Philipp von Greiffenklau (1690-1749), decise di affidare i lavori di ristrutturazione del castello a Johann Balthasar Neumann, il più celebre architetto tedesco dell'epoca.

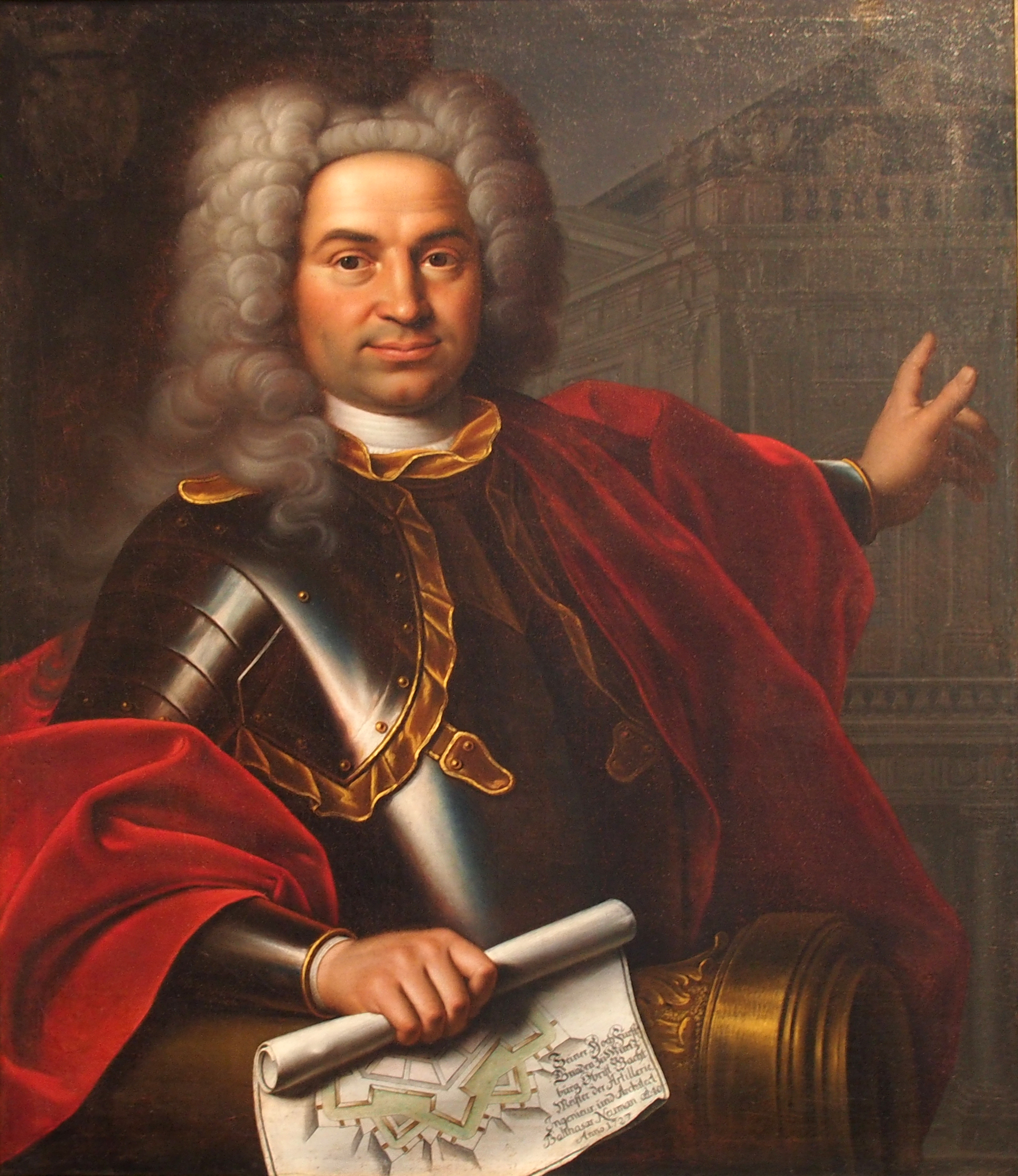
Johann Balthasar Neumann in un dipinto di Marcus Friedrich Kleinert conservato a Würzburg, nel Mainfränkisches Museum

Neumann seppe integrare perfettamente la preesistente palazzina con le due nuove ali del castello volute da von Greiffenklau. Anche il tetto spiovente a forma di pagoda fu progettato e realizzato da Neumann, fra il 1750 e l'anno successivo.
Dopo la morte di Neumann, avvenuta nel 1753, i lavori di ristrutturazione ebbero un grave rallentamento. Furono, infatti, terminati solo alla fine del '700.

### Dall'Ottocento al Duemila
Nonostante il rallentamento dei lavori, il complesso di Veitshöchheim continuò ad essere residenza dei principi-vescovi di Würzburg fino al 1802. Durante il dominio europeo di Napoleone I, numerosi sovrani furono esiliati dalle rispettive corti e sostituiti da Napoleone.

Ferdinando III granduca di Toscana in un dipinto di Joseph Dorffmeiser conservato al Kunsthistorisches Museum di Vienna

Fra questi ci fu il granduca di Toscana Ferdinando III (1796 - 1824), che, fra il 1804 e il 1805, si stabilì in Germania, a Veitshöchheim. Lì, creò un nuovo ducato retto da lui stesso, che durò fin quando il Congresso di Vienna (1815) non riassegnò a Ferdinando III il suo granducato. Durante la sua permanenza a Veitshöchheim, egli arredò il castello in linea con i gusti del tempo. Il castello ebbe come ultimo occupante il futuro re Ludovico I (1786-1868), che contribuì notevolmente alla cura dell'Hofgarten. Nel 2002, il castello di Veitshöchheim è stato aperto al pubblico.

## I giardini

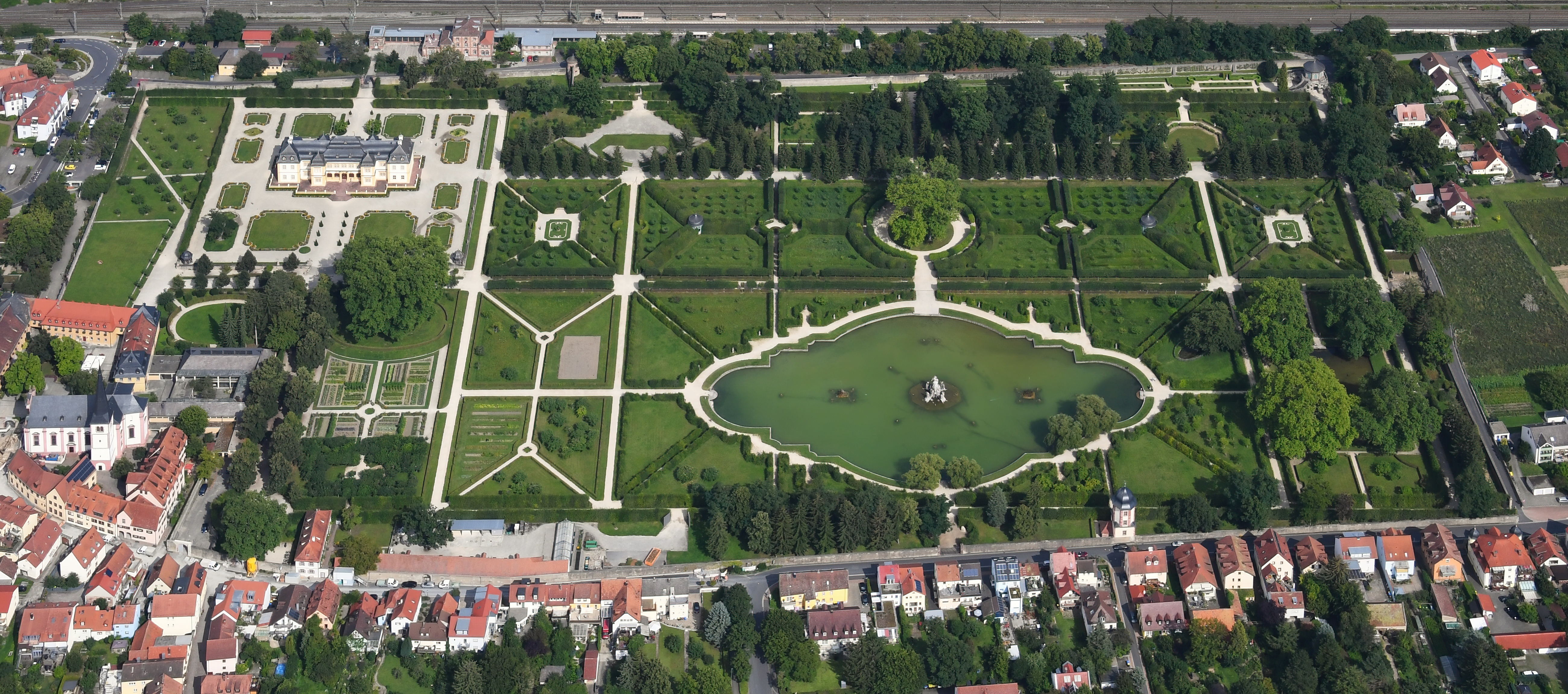
Veduta aerea del giardino barocco del castello di Veitshöchheim

Lo Schloß Veitshöchheim è circondato da un enorme giardino settecentesco, adorno di statue goliardiche e di enormi fontane. Nel 1752, il principe - vescovo Adam Friedrich von Seinsheim decise di trasformare il giardino di Veitshöchheim in un vero e proprio parco di statue, aggiungendone molte altre a quelle già presenti, realizzate da Johann Wolfgang van der Äuvera. Von Seinsheim affidò il lavoro di realizzazione delle statue del suo parco allo scultore Ferdinand Dietz. Fra le siepi del giardino, il principe volle far sistemare alte statue raffiguranti scene delle favole di Jean de La Fontaine. Nel parco si distinguono numerose attrattive volute dal principe von Seinsheim:
- Grüße Brunnersee (Grande Fontana del Lago)

Si tratta della principale attrattiva di Schloß Veitshöchheim. Realizzata, come la maggior parte delle statue del parco, da Ferdinand Dietz, rappresenta il Monte Parnaso, che, secondo la mitologia greca, era la casa di Apollo e delle sue muse. Al centro della fontana, grande quasi come l'intero Schloß, spicca una statua di Pegaso, che emette un getto d'acqua dalla bocca.
- Chinesischerburge (padiglioni cinesi)

I chinescherburge sono tre padiglioni realizzati nel parco sullo stile delle pagode cinesi, in linea con la moda del Settecento. Infatti, tali costruzioni, si riscontrano anche nei castelli di Nymphenburg, a Monaco di Baviera e di Charlottenburg, a Berlino.
- Grotterhaus (Casa-grotta)

Il padiglione più famoso del parco di Veitshöchheim è sicuramente la Casa-grotta. Immersa nel verde, è costituita da un padiglione decorato a sgraffito posto su di una finta grotta con fontana.
Nella finta grotta, che dà anche il nome al padiglione, si possono trovare alcune bizzarre sculture, come due draghi fatti con le conchiglie, alcune lucertole realizzate con sassolini e, addirittura, una tigre fatta interamente di gusci di lumaca.

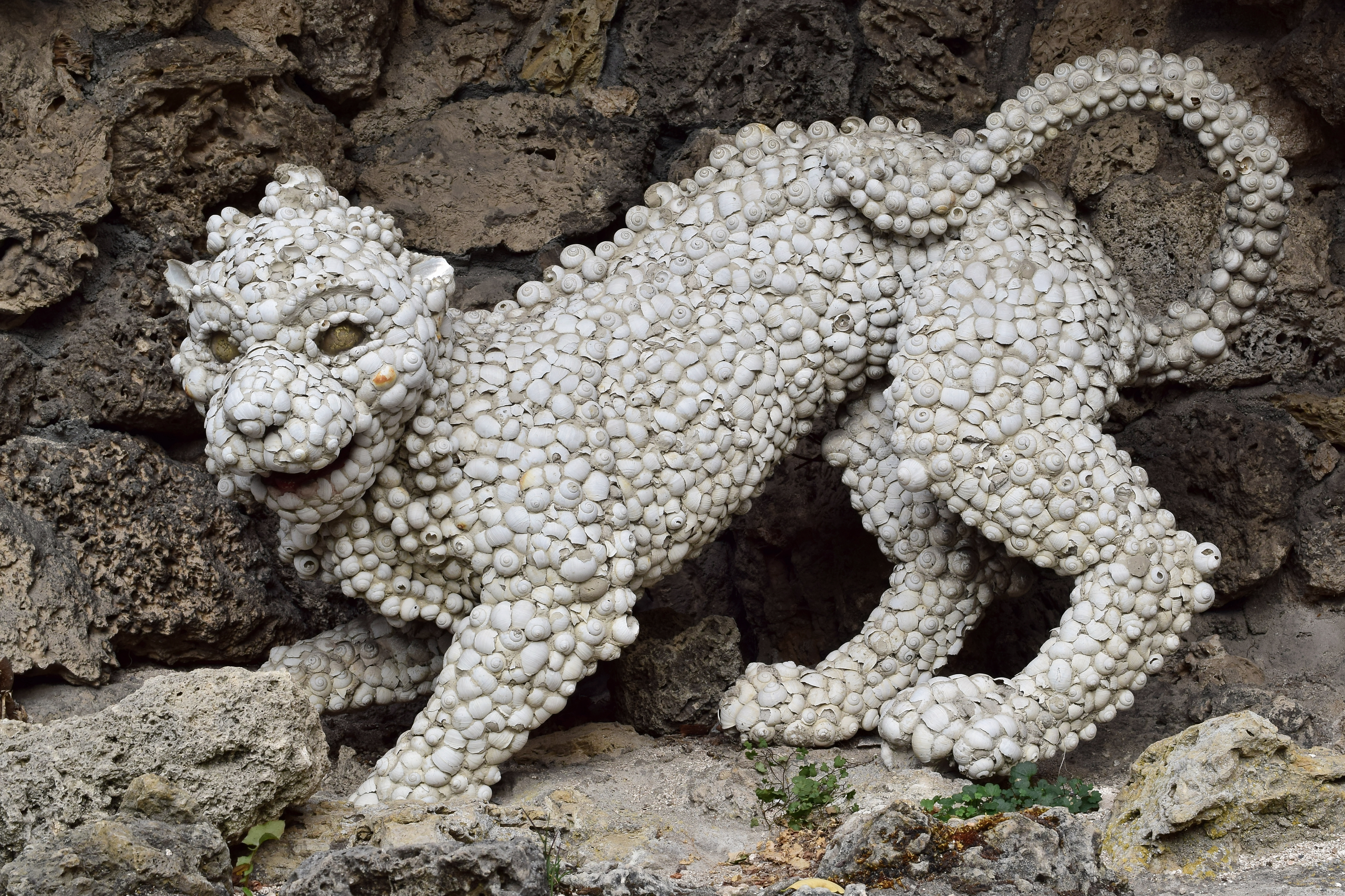
La tigre fatta con i gusci di lumaca

Il padiglione è chiaramente ispirato ad un altro padiglione, situato nel giardino di Boboli, a Firenze ed è opera di Johann Philipp Geigel e Materno Bossi.

## Galleria fotografica: le statue dell'Hofgarten
Lo splendido parco di statue del castello di Veitshöchheim conta circa trecento sculture, disseminate in tutto il giardino.

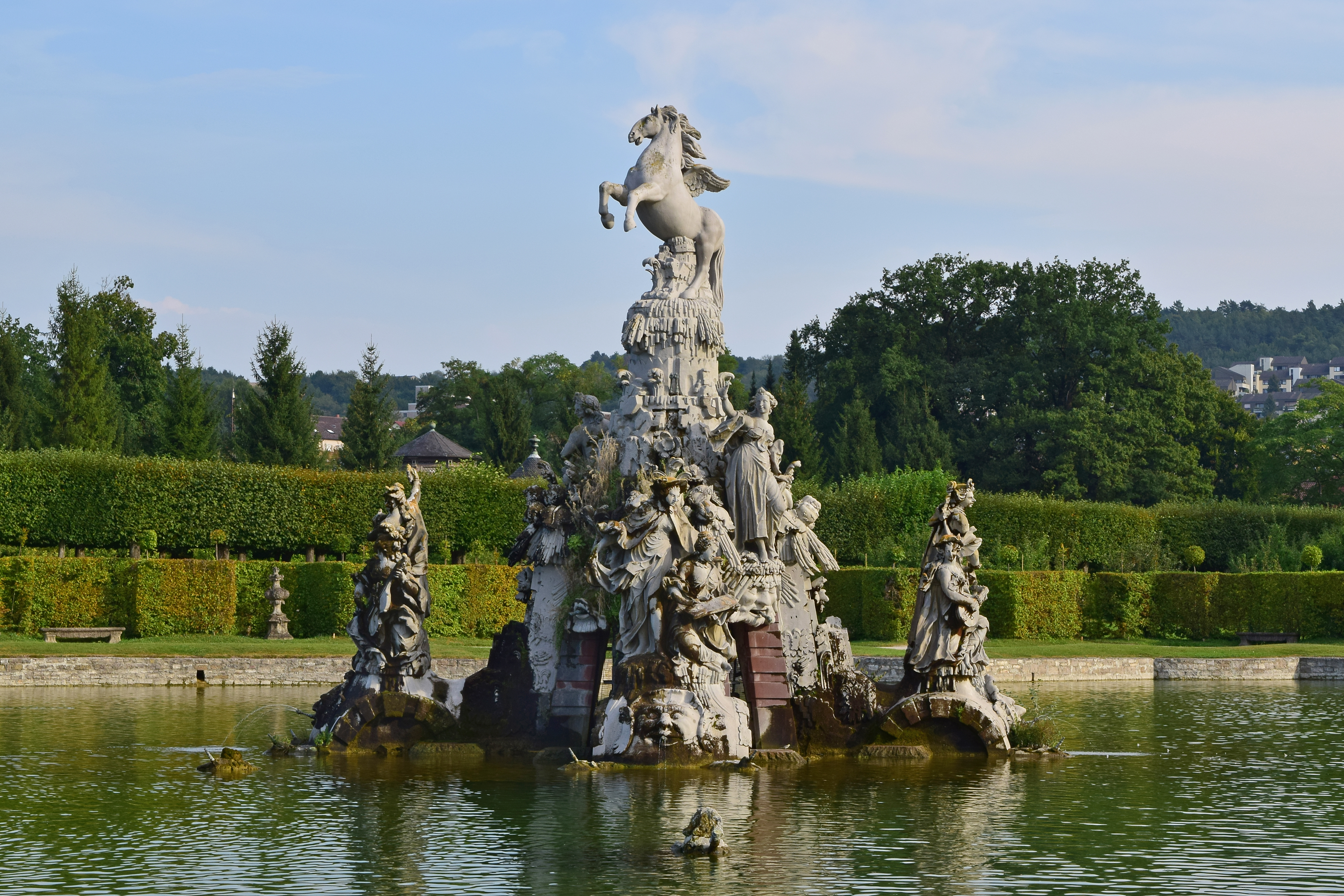
Il Pegaso della Grüße Brunnersee
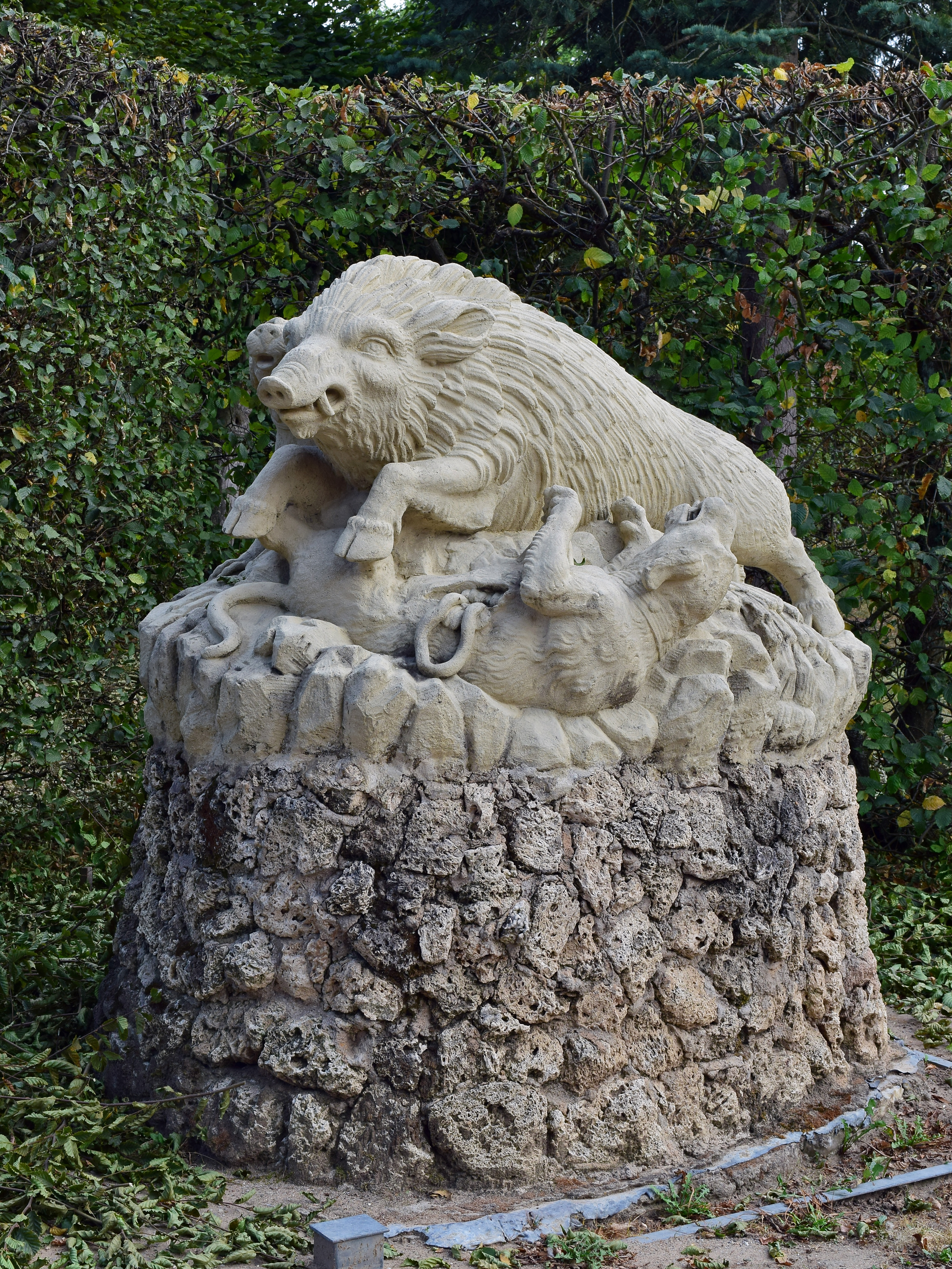
Un cinghiale che combatte contro un cane
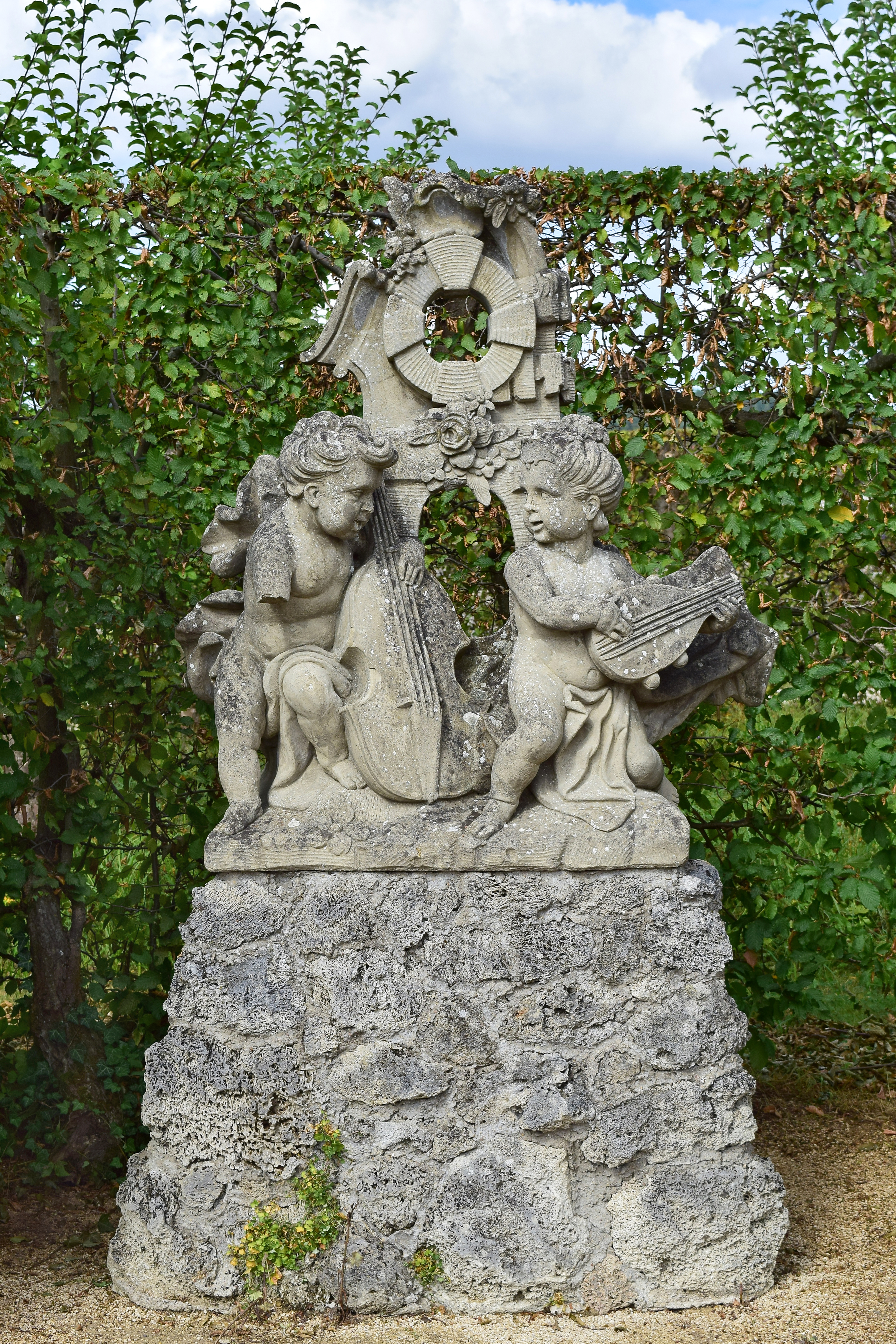
Angeli che suonano il violino
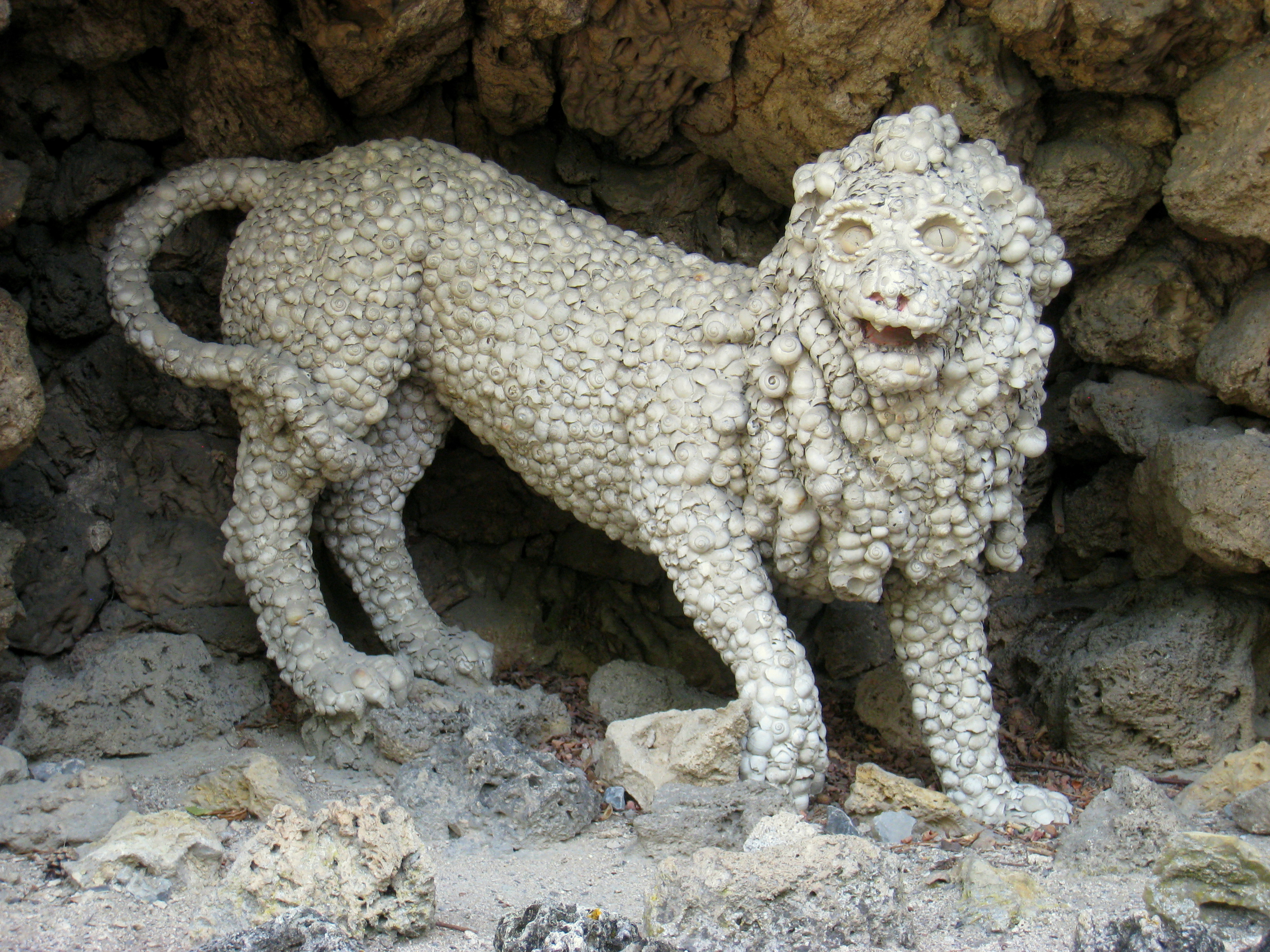
Un leone realizzato con i gusci di lumaca nella Grotterhaus
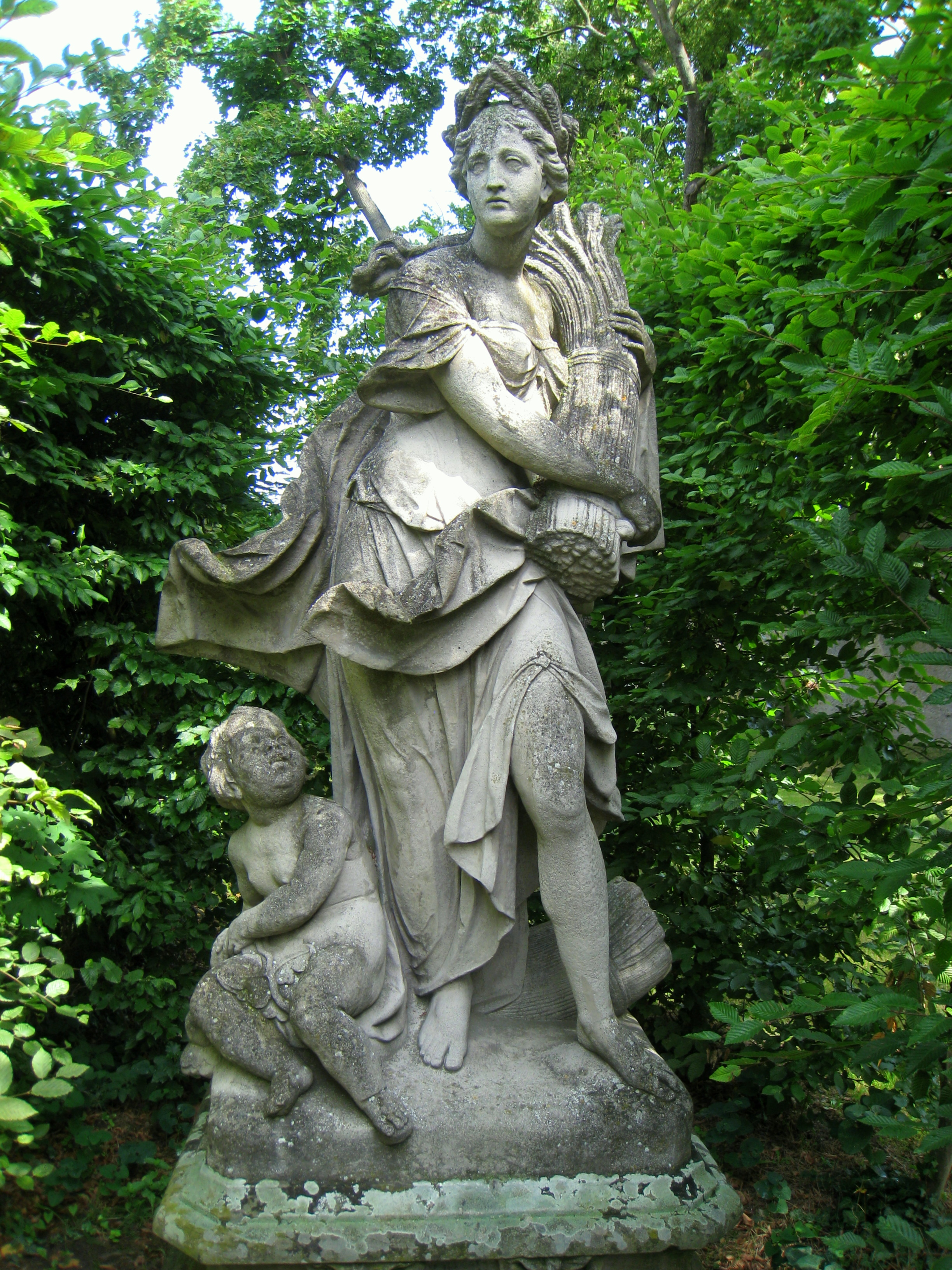
Una musa nella siepe
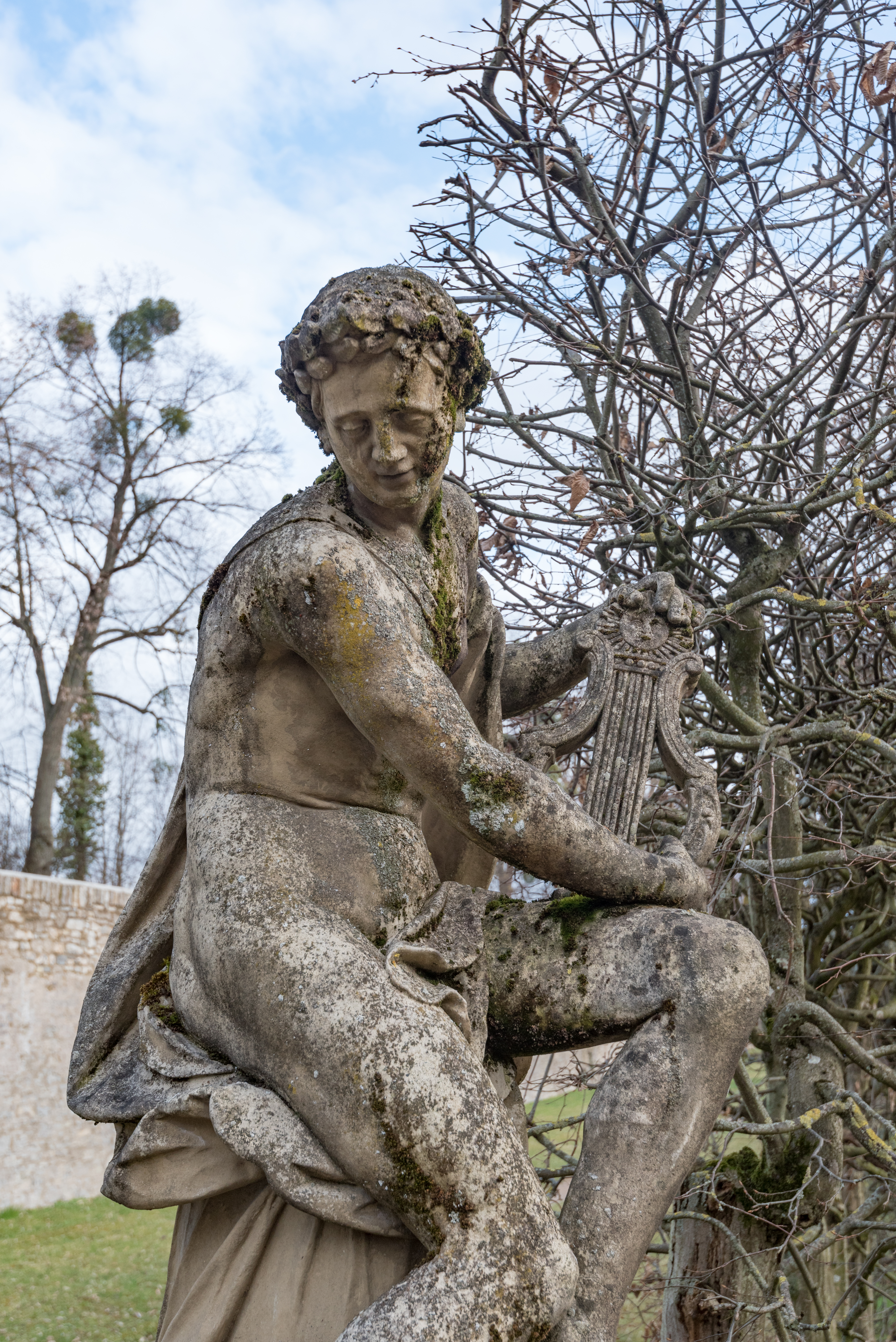
Un'altra musa